# Carl Gustaf Piper
Carl Gustaf Piper, född 16 mars 1737 i Stockholm, död 31 januari 1803 i Stockholm, var en svensk greve, överkammarherre samt innehavare av fideikommisserna Baldringe samt Krageholm 1770-1803.

## Bakgrund
Carl Gustaf Piper föddes 1737 i Stockholm. Han var son till greve Carl Fredrik Piper och dennes hustru grevinnan Ulrica Christina Mörner af Morlanda. Piper blev 27 februari 1755 student vid Uppsala universitet och blev 1757 extra ordinarie kanslist vid Kungliga kansliet, avskedad samma år. Han blev 27 oktober 1756 kammarherre hos kung Adolf Fredrik, på stat 27 april 1767 och tjänstgjorde 14 juli 1773 som överkammarherre hos drottning Sophia Magdalena. Piper utnämndes 28 april 1775 till RNO och 27 december 1778 till KNO. Han arbetade under en tid som riddarhusdirektör och tog avsked från hovet 1788. Piper avled 1803 i Stockholm och begravdes 11 februari samma år i Jacobs kyrka, fördes därefter till familjegraven i Ängsö kyrka.
Piper avlade studentexamen i Uppsala 1754, och blev under 1755 anställd som kanslist i Kungliga kansliet, varifrån han tog avsked redan 1756. Orsaken till detta var de partistrider som blev allt hetsigare mellan mössor och hattar och som kulminerade i den misslyckade kungliga kuppen 1756. Därefter kunde han aldrig bli övertalad att ta något offentligt ämbete, utan använda sin position på riksdagen helt självständigt.
Piper var mycket intresserad av böcker och hade ett ansenligt bibliotek samt var mycket intresserad av de fria konsterna. Han gjorde ändringar i den Piperska stipendii-donationen, vilket skapade en bibliotekarietjänst på Linköpings gymnasium, medel för inköp av böcker samt två stipendier för gymnasister.
Efter sin död begraves han, tillsammans med sin fru, i familjegraven på Ängsö slott.

### Familj
Piper gifte sig 2 april 1769 i Stockholm med grevinnan Hedvig Catharina Ekeblad (1746–1812), dotter av kanslipresidenten Claes Ekeblad och grevinnan Eva De la Gardie. De fick tillsammans barnen politikern Carl Clas Piper (1770–1850), överstekammarjunkaren Gustaf Piper (1771–1857) och överkammarherren Erik Piper (1772–1833).

## Grevlig titel
Carl Gustaf Piper var greve till Christinehof med Andrarum, Torup, Högestad och Baldringe samt Krageholm.

## Ordnar
- 1775: Riddare av Nordstjärneorden.[2]
- 1778: Kommendör av Nordstjärneorden.[2]